# O Mulherengo
O Mulherengo é um filme brasileiro de 1976, com direção de Fauzi Mansur.

## Elenco[1]
- Fifi Baynard
- Bentinho
- Carlos Bucka	... 	Bolão
- Fernando de Almeida
- Abrahão Farc	... 	Charreteiro
- Marlene França	... 	Marcela
- Fregolente	... 	Giuseppe
- Heitor Gaiotti	... 	Capanga
- Sérgio Hingst	... 	Tio de Julieta
- Nádia Lippi	... 	Anjo
- Edwin Luisi	... 	Alípio
- Glaucia Maria
- Marta Moyano	... 	Cláudia
- Helena Ramos	... 	Julieta
- Renato Restier	... 	Belmiro
- Dino Santana
- Crayton Sarzy
- José Júlio Spiewak
- Liza Vieira	... 	Margarida
- Lucimar Vilar